# Irregular Choice
Irregular Choice je módní značka založená v roce 1999 v anglickém Brightonu. Specializuje se na neobvyklou obuv, kabelky a doplňky.

## Historie
Značka byla založena v roce 1999 designérem Danem Sullivanem. V rozhovoru s Women's Wear Daily Sullivan řekl, že jeho pestré, neobvyklé návrhy vznikly v reakci na „nudné“ a „velmi černohnědé“ britské trendy pro širokou veřejnost na konci 90. let, rovněž zmínil, že potištěná a barevná obuv měla výrazně vyšší odbyt než klasické styly. Sullivanova matka byla návrhářkou pro módní značku Red or Dead a jeho otec zakladatelem obuvnické značky jménem Pod, což Sullivana inspirovalo „vytvořit něco šíleného a dobrodružného, něco založeného na neobvyklém konceptu.“
Irregular Choice spolupracovala s množstvím dalších značek a návrhářů. V roce 2007 vznikla malá doprovodná kolekce obuvi pro kolekci značky Heatherette, jež údajně vzbudila mimo jiné zájem Meny Suvari, Theodory Richards a Lydie Hearst. V reakci na fanouškovskou poptávku byla následně vytvořena kolekce s názvem Heatherette Loves Irregular Choice. Značka dva roky spolupracovala s kultovní módní panenkou Blythe, vzniklá kolekce obuvi byla centrována kolem podobizny Blythe.

## Produkty

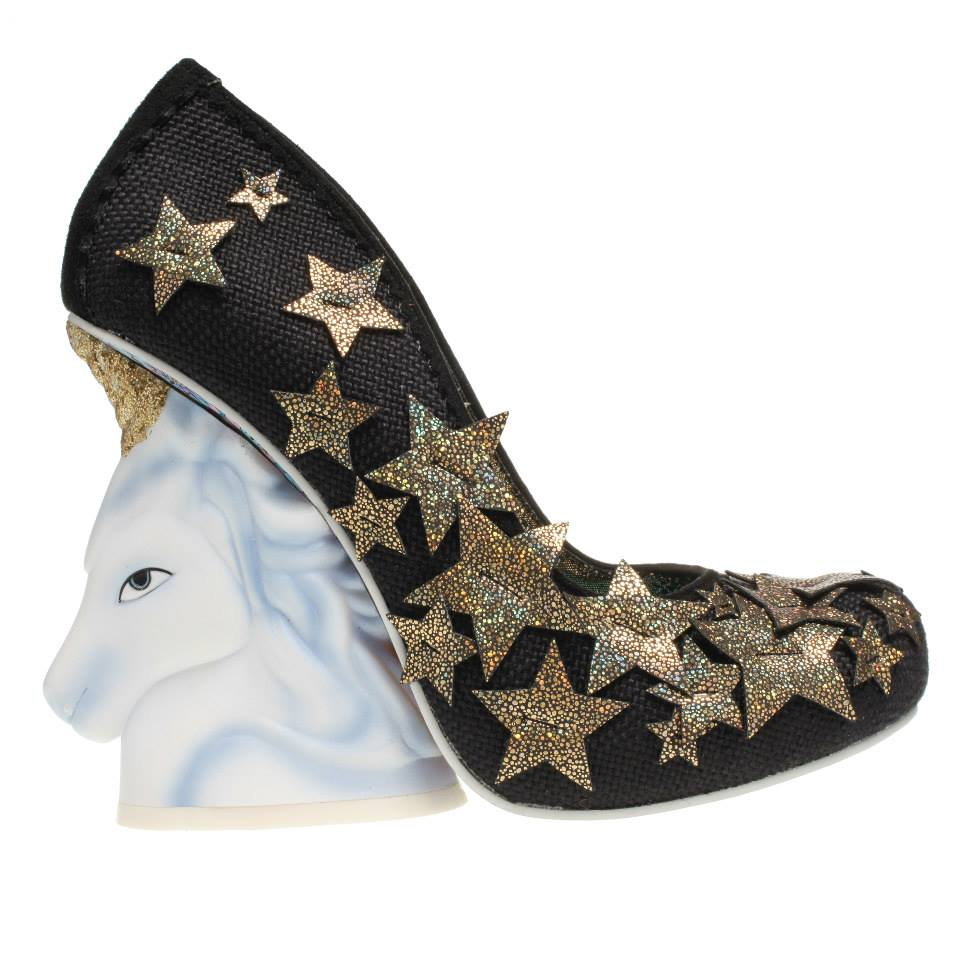
Lodička od Irregular Choice s jednorožčím podpatkem, 2014

Mezi prvními designy byla obuv s rozdělenou špičkou inspirovaná tradiční japonskou obuví. V létě roku 2004 představila značka svou první kolekci kabelek; na podzim téhož roku následovaly rukavice, deštníky a další doplňky. V únoru 2008 byla představena dámská kolekce s potisky vlastnoručně navrženými Sullivanovým týmem. Charakteristickým prvkem obuvi Irregular Choice je podpatek s figurkou – např. s králíkem (model Thumper, pojmenovaný podle postavy z filmu Bambi), zahradním trpaslíkem nebo jednorožcem.

## Pobočky
V roce 2003 značka vstoupila na americký trh a do roka její sortiment nabízelo 240 obchodů napříč Spojenými státy. V roce 2007 otevřela svůj první obchod v manhattanské čtvrti SoHo s týdenním výnosem 25000–35000 amerických dolarů. V roce 2012 byly produkty Irregular Choice prodávány ve více než 50 zemích, nově byl otevřena hongkongská pobočka a probíhaly přípravy na otevření pobočky vDublinu. Hlavní pobočka byla otevřena v roce 2008 na londýnské Carnaby Street, v roce 2010 pobočka v Brightonu a v roce 2012 v Leicesteru a Norwichi.